# 와키노정
와키노정(脇野町)은 니가타현 산토군에 있던 정이다. 

## 역사
- 1889년 4월 1일 - 정촌제 시행에 수반해 산토군 와키노마치촌이 성립하였다.
- 1934년 11월 1일 - 정으로 승격해 와키노정으로 개칭되었다.
- 1955년 3월 31일 - 오쓰촌의 일부와 합병해 미시마정이 되어 소멸하였다.

## 참고문헌
- 『市町村名変遷辞典』東京堂出版、1990年。